# Division 1 1937-1938
La Division 1 1937-1938 è stata la 6ª edizione della massima serie del campionato francese di calcio, concluso con la vittoria del Sochaux, al suo secondo titolo.
Capocannoniere del torneo è stato Jean Nicolas (Rouen), con 26 reti.

## Classifica finale
|  | Pos. | Squadra             | Pt | G  | V  | N  | P  | GF | GS | MR    |
|  | ---- | ------------------- | -- | -- | -- | -- | -- | -- | -- | ----- |
|  | 1.   | Sochaux             | 44 | 30 | 18 | 8  | 4  | 69 | 26 | 2,654 |
|  | 2.   | Olympique Marsiglia | 42 | 30 | 15 | 12 | 3  | 61 | 35 | 1,743 |
|  | 3.   | Sète                | 41 | 30 | 16 | 9  | 5  | 52 | 28 | 1,857 |
|  | 4.   | Rouen               | 36 | 30 | 14 | 8  | 8  | 57 | 44 | 1,295 |
|  | 5.   | Strasburgo          | 33 | 30 | 12 | 9  | 9  | 66 | 54 | 1,222 |
|  | 6.   | Excelsior Roubaix   | 31 | 30 | 10 | 11 | 9  | 59 | 57 | 1,035 |
|  | 7.   | Olympique Lillois   | 29 | 30 | 10 | 9  | 11 | 39 | 33 | 1,182 |
|  | 8.   | Roubaix             | 28 | 30 | 11 | 6  | 13 | 39 | 60 | 0,65  |
|  | 9.   | Cannes              | 27 | 30 | 8  | 11 | 11 | 56 | 47 | 1,191 |
|  | 10.  | Antibes             | 27 | 30 | 9  | 9  | 12 | 38 | 40 | 0,95  |
|  | 11.  | Metz                | 27 | 30 | 8  | 11 | 11 | 45 | 56 | 0,804 |
|  | 12.  | Fives               | 26 | 30 | 7  | 12 | 11 | 42 | 43 | 0,977 |
|  | 13.  | RC France           | 26 | 30 | 9  | 8  | 13 | 48 | 59 | 0,814 |
|  | 14.  | Lens                | 26 | 30 | 9  | 8  | 13 | 45 | 63 | 0,714 |
|  | 15.  | Red Star            | 19 | 30 | 6  | 7  | 17 | 47 | 71 | 0,662 |
|  | 16.  | Valenciennes        | 18 | 30 | 6  | 6  | 18 | 30 | 77 | 0,39  |

Legenda:
      Campione di Francia
      Retrocesse in Division 2 1938-1939
Note:
Due punti a vittoria, uno a pareggio, zero a sconfitta.